# TRICK 극장판
《TRICK 극장판》(일본어: トリック劇場版)은 2002년 11월 9일에 개봉한 일본 영화이다. TV 아사히 계열에서 방송된 《트릭》의 극장판 1탄이다. 일본에서는 개봉 당시 1주일 만에 영화 흥행 성적, 첫 등장 순위 1위를 기록. 4년 후 2006년에는 제2탄 극장판 영화 《TRICK 극장판 2》가 제작, 개봉되었다.

## 줄거리
300년에 한 번, 거북이가 재앙을 가져오지만, 신에 의해 구원을 받을 수 있다는 이토후시 마을(糸節村). 무명의 마술사인 나오코라면 신인 척 연기를 해도 들킬 염려가 없다는 판단에 따라 나오코는 마을의 청년회장인 칸자키와 미나미카와에게 '신인 척 해주세요'는 부탁과 함께 거금을 받는다.
그 뒤 우에나의 부탁으로 현재는 관료가 되어 있는 우에다의 고등학교 동창들 앞에서 나오코는 마술을 하게 되지만, 동창생들에 의해 업신여김을 받게 된 것에 화가 나 그 자리를 박차고 나온다. 한편 매장된 금을 발견했다던 동창생 중 한 명이 살해되는 사건이 발생한다.
나오코가 칸자키 등에게 이끌려 이토후시 마을에 갈쯤, 우에다도 『돈토코이, 불가사의 현상』의 취재를 위해 비밀리에 이토후시 마을을 방문한다. 나오코는 마을 사람들 앞에서 신인 척 연기를 하지만, 신을 자칭하는 사람은 나오코 외에 3명이 더 있었다. 나오코는 우에다의 금 이야기를 듣고 이 마을에 있다고 생각하여 매장금을 손에 넣기 위해 우에다와 함께 3명의 신 후보자들과 대결하지만, 사태는 생각하지도 못하던 방향으로 흘러간다.

## 출연

### 주연
- 나카마 유키에
- 아베 히로시
- 야마시타 신지
- 요시모토 미요코
- 나마세 카츠히사

### 조연
- 이부 마사토
- 다케나카 나오토
- 벤가루
- 이시바시 렌지
- 카와사키 마요
- 마에하라 카즈키
- 미야케 히로키
- 무라스기 세미노스케
- 나루미 리코
- 아이지마 카즈유키
- 네기시 토시에
- 노기와 요코
- 오오시마 요코
- 스가와라 다이키치
- 후세 에리

## 기타
- 조감독: 키무라 히사시